# Handley Page Hampden
A Handley Page HP.52 Hampden kétmotoros, középszárnyas közepes bombázó repülőgép volt, melyet a brit Királyi Légierő használt a második világháború alatt. A Whitley és a Wellington mellett ezzel a típussal hajtották végre a háború elején a bombázó bevetéseket Európa felett. A három közepes bombázó közül a Hampden volt a legújabb, ennek ellenére nem felelt meg a modern légi hadviselés követelményeinek, majd miután főleg éjszaka üzemeltették, az 1942-es év végén kivonták a hadrendből. Személyzete gyakran „Repülő bőröndnek” is csúfolta kényelmetlensége miatt.

## Tervezés és fejlesztés
A Handley Page ugyanarra a kiírásra tervezte meg a Hampdent, mint amelyre a Wellington készült. Az első megrendelt prototípus 1936. június 21-én repült. Az első 180 darab sorozatban gyártott Mk I-ből a legelső 1938. május 24-én szállt fel a magasba.
Az Mk I személyzete négy főből állt: pilóta, navigátor/bombázó, rádiókezelő és hátsó lövész. A gyors és jól manőverezhető gép rendelkezett a géptörzs elülső részén egy fixen beépített .303 kaliberű Vickers K géppuskával. A motorizált tornyok keltette súlytöbblet elhagyása céljából a gép orra hajlított átlátszó műanyagból készült, benne egy manuálisan mozgatható Vickers K géppuskával, ezen felül pedig még két egycsövű Vickers K géppuskával a törzs alsó és felső részében. A fegyverzet elégtelennek bizonyult a gép megvédésére, ezért ezeket ikercsövű Vickers K géppuskákra cserélték.
Összesen 1430 darab Hampden készült: a Handley Page 500 darabot, az English Electric 770 darabot; és 1940-41 között a kanadai Canadian Associated Aircraft konzorcium 160 darabot gyártott, bár ebből valamennyit megtartottak a kanadaiak.

## Alkalmazás

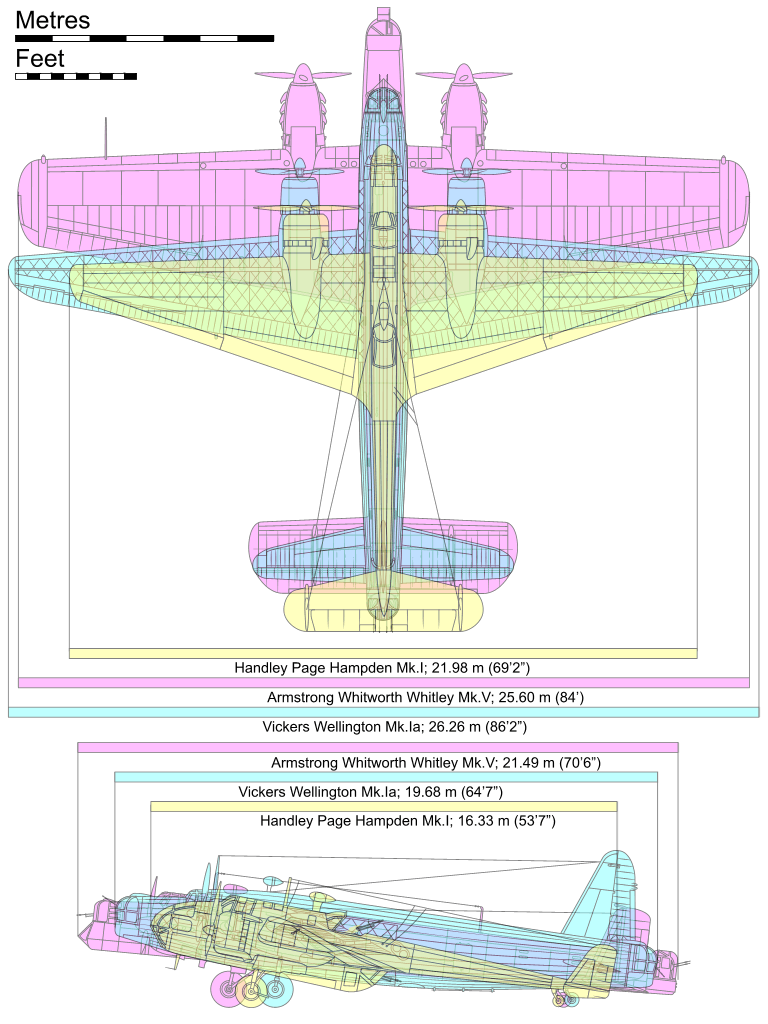
Méretbeli összehasonlítása a három brit kétmotoros közepes bombázónak: Hampden, Vickers Wellington és Armstrong Whitworth Whitley.

Az No. 94 Squadron kapta meg az első Hampdeneket 1938 szeptemberében. Az 1938-as év végére mind a 49-es és a 83-as repülőszázadot felszerelték a típussal.
A második világháború kitörésekor nyolc repülőszázad összesen 226 Hampdenje állt hadrendben. Gyorsasága és mozgékonysága ellenére a Luftwaffe vadászgépeinek nem volt ellenfele. A típus fő feladata a nappali bombatámadások végrehajtása volt, de folyamatosan vetették be éjszakai bombatámadásokra is Németország felett, illetve aknatelepítésre az Északi-tengeren és az Atlanti-óceán francia kikötőinél.
A legyártott Hampdenek közel fele, 714 darab semmisült meg bevetés közben, ezek személyzetéből 1077 fő elesett, 739 fő eltűnt. A német légvédelmi lövegek miatt 108 darab; egy német légballon miatt egy darab; további 263 darab Hampden más egyéb okok miatt került veszteséglistára, illetve még további 214 darabot eltűntnek nyilvánítottak. A Luftwaffe pilótái 128 Hampdent lőttek le, ebből 92-t este.
Miután 1942-ben kivonták a bombázó feladatkörből, a típus átkerült a RAF Coastal Commandjához, ahol az 1943-as év folyamán nagy hatótávolságú torpedóbombázóként (egy darab Mk XII torpedóval felszerelve a nyitott bombakabinban és egy-egy 230 kg-os bombával a szárnyak alatt) és tengerparti felderítő repülőgépként használták. A brit Királyi Légierő 144-ik repülőszázada és az Ausztrál Királyi Légierő 455-ik repülőszázada részt vett a PQ-18-as számú sarkvidéki konvoj kíséretében, melynek során szovjet repterekről üzemeltették a típust, majd mind a 23 darab gépüket a Szovjetunióban hagyták. Ezeket a szovjet haditengerészet hajóelhárító repülőosztályának 3. repülőszázada használta legalább 1943-ig. A Hampdeneket üzemeltette a Kanadai Királyi Légierő és az Új-Zélandi Királyi Légierő is.

## Változatok
A Hampden meghajtásáról két 730 kW-os (980 LE) Bristol Pegasus XVIII kilenchengeres csillagmotor gondoskodott. 1940-ben kifejlesztésre került az Mk II változat HP.62 típusjelöléssel, melyet 750 kW-os (1000 LE) Wright Cyclone motor hajtott. Két Hampdent alakítottak át erre a típusra, azonban a projekt nem folytatódott.
A svédek komolyan érdeklődtek a típus iránt, ezért kifejlesztették a HP.53 jelű prototípust, melyet egy pár 750 kW-os (1000 LE) Napier Dagger VIII 24-hengeres léghűtéses soros motor hajtott.
1936-ban a Brit Királyi Légierő 150 darab Dagger-motoros Hampdent rendelt Hereford névvel. Mivel problémák voltak a motor hűtésével, így a legtöbbnek lecserélték a motorját a Hampdenére. A megmaradt Herefordokat kiképzőegységek használták.

## Üzemeltetők

### H.P. Hampden
Ausztrália
- Ausztrál Királyi Légierő
  - No. 455 Squadron RAAF - 1941 júliusa és 1943 decembere között üzemeltették a típust.

 Egyesült Királyság
- Brit Királyi Légierő
  - No. 7 Squadron RAF
  - No. 44 Squadron RAF
  - No. 49 Squadron RAF
  - No. 50 Squadron RAF
  - No. 61 Squadron RAF
  - No. 76 Squadron RAF
  - No. 83 Squadron RAF
  - No. 97 Squadron RAF
  - No. 106 Squadron RAF
  - No. 144 Squadron RAF
  - No. 185 Squadron RAF
  - No. 207 Squadron RAF
  - No. 517 Squadron RAF
  - No. 519 Squadron RAF
  - No. 521 Squadron RAF
  - No. 5 (Conversion) Operational Training Unit
  - No. 14 Operational Training Unit
  - No. 16 Operational Training Unit
  - No. 25 Operational Training Unit
  - No. 1401 (Meteorological) Flight RAF
  - No. 1402 (Meteorological) Flight RAF
  - No. 1403 (Meteorological) Flight RAF
  - No. 1404 (Meteorological) Flight RAF
  - No. 1406 (Meteorological) Flight RAF
  - No. 1407 (Meteorological) Flight RAF

 Kanada
- Kanadai Királyi Légierő
  - No. 408 Squadron RCAF
  - No. 415 Squadron RCAF
  - No. 420 Squadron RCAF
  - No. 32 Operational Training Unit RCAF

 Új-Zéland
- Új-Zélandi Királyi Légierő
  - No. 489 Squadron RNZAF

 Svédország
- Svéd Királyi Légierő
  - F 11 Felderítő repülőosztály

 Szovjetunió
- Szovjet haditengerészeti légierő

### H.P. Hereford
Egyesült Királyság
- Brit Királyi Légierő
  - No. 185 Squadron RAF
  - No. 14 Operational Training Unit
  - No. 16 Operational Training Unit
  - Torpedo Development Unit

## Műszaki adatok (Mk I)

### Geometriai méretek és tömegadatok
- Hossz: 16,33 m
- Fesztávolság: 21,08 m
- Magasság: 4,37 m
- Szárnyfelület: 63,9 m²
- Üres tömeg: 5344 kg
- Normál felszálló tömeg: 8508 kg

### Motorok
- Motorok száma: 2 darab
- Típusa: Bristol Pegasus XVIII kilenchengeres csillagmotor
- Maximális teljesítménye: egyenként 730 kW (980 LE)

### Repülési adatok
- Legnagyobb sebesség: 410 km/h
- Hatótávolság: 1762 km
- Szolgálati csúcsmagasság: 5790 m
- Emelkedőképesség: 300 m/min
- Szárny felületi terhelése: 133 kg/m²
- Teljesítmény–tömeg-arány: 0,172 kW/kg

### Fegyverzet
- 4–6 darab .303 kaliberű Vickers K géppuska
- 1814 kg légibomba vagy 1 darab 18 hüvelykes torpedó vagy aknák

## Fordítás
- Ez a szócikk részben vagy egészben  a   Handley Page Hampden című angol Wikipédia-szócikk ezen változatának fordításán alapul.  Az eredeti cikk szerkesztőit annak laptörténete sorolja fel. Ez a jelzés csupán a megfogalmazás eredetét és a szerzői jogokat jelzi, nem szolgál a cikkben szereplő információk forrásmegjelöléseként.

### Hasonló repülőgépek
- Armstrong Whitworth Whitley
- Vickers Wellington
- PZL.37 Łoś